# Liga de Francia de balonmano 2010-11
La Liga de Francia de balonmano 2010-11 fue la 59.ª edición de la Liga de Francia de balonmano. Tuvo el mismo sistema de competición de las últimas temporadas. Compitieron 14 equipos, y el Montpellier HB defendió el título logrado la temporada anterior, tras ganar de nuevo la liga.

## Equipos
| - Chambéry Savoie HB - Dijon Bourgogne HB - Dunkerque HB - HBC Nantes - Istres OPH - Montpellier HB - OC Cesson |  | - Paris HB - Saint Cyr Touraine HB - Saint Raphaël VHB - Toulouse HB - Tremblay HB - US Ivry - USAM Nîmes |